# Cobitis bilineata
Cobitis bilineata es una especie de pez de la familia Cobitidae en el orden de los Cypriniformes.

## Distribución geográfica
Vive en Italia, Eslovenia y Suiza, y se encuentra amenazado por la pérdida de su hábitat natural.